# Silvana Kochová-Mehrinová
Silvana Kochová-Mehrinová (* 17. listopadu 1970, Wuppertal, Německá spolková republika) je německá politička, poslankyně Evropského parlamentu zvolená za Svobodné demokraty (FDP), kde zastává post místopředsedkyně třetí největší skupiny Aliance liberálů a demokratů pro Evropu (ALDE).

## Osobní život
Vystudovala historii a ekonomii v Hamburku, Štrasburku a Heidelbergu. Tématem její postgraduální práce byla Historická měnová reforma (1998). Do července 2004 pracovala jako jednatelka poradenské společnosti pro podnikání, kterou spoluzaložila. V květnu téhož roku byla zvolena za členku EP a znovuzvolena z pozice lídra kandidátky v roce 2009, s volebním heslem „Práce se musí opět vyplácet“. Je předsedkyní poslaneckého klubu FDP a místopředsedkyní skupiny Aliance liberálů a demokratů pro Evropu, dále pak je členkou Rozpočtového výboru. Na vnitrostranické půdě Svobodných demokratů je členkou předsednictva (1999) a prezidia (2004), a také zástupkyní v radě Evropské liberálně demokratické a reformní straně (ELDR) (2002).
V roce 2000 byla časopisem Freundin vyhlášena Ženou roku. Roku 2004 získala ocenění Mladá politička roku. Působí také v Young Global Leaders světového ekonomického fóra a na pozici velvyslankyně SOS dětských vesniček Německa.

## Dílo

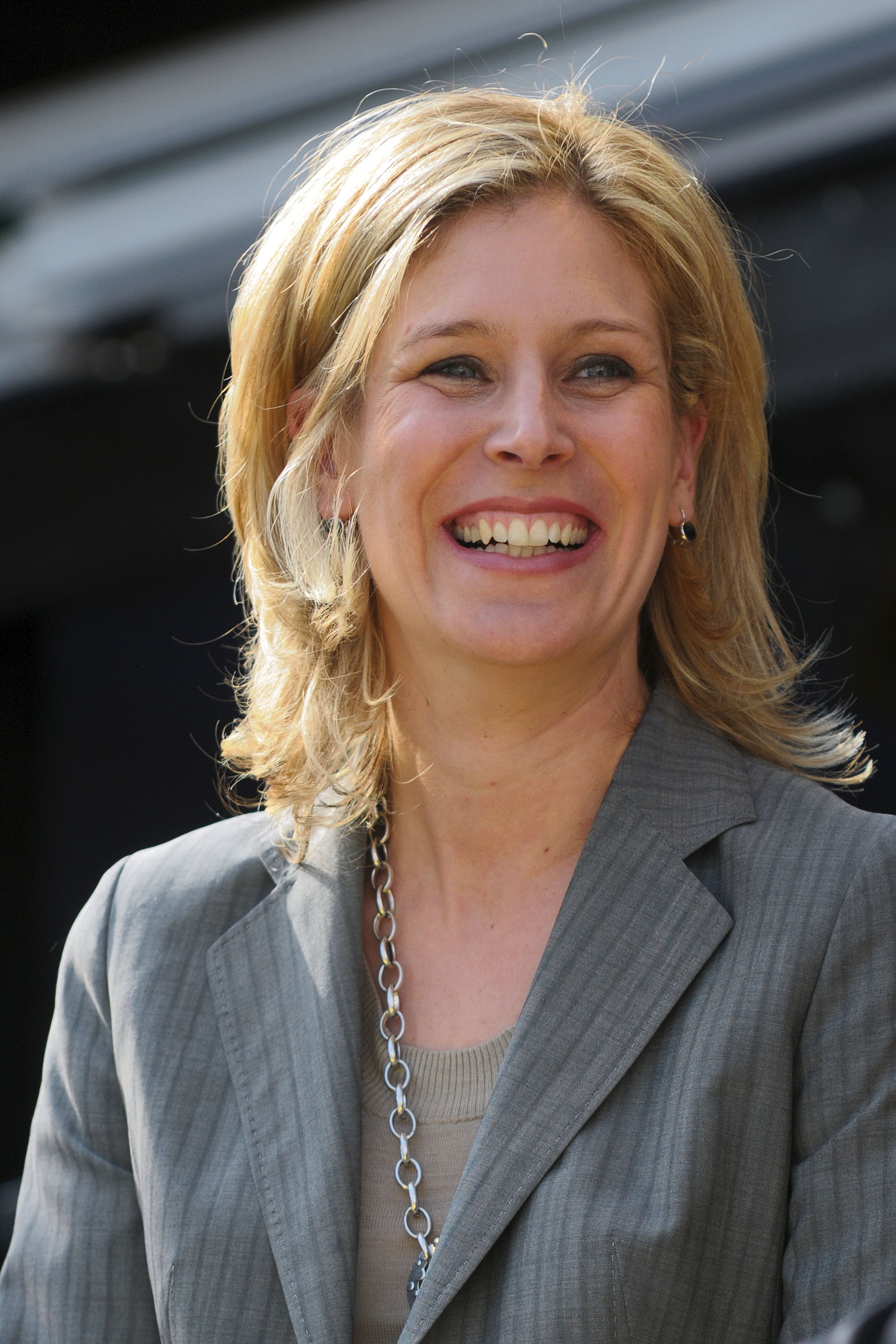
Silvana Kochová-Mehrinová

- Koch-Mehrin, S.: Historische Währungsunion zwischen Wirtschaft und Politik. Die Lateinische Münzunion 1865 - 1927. Nomos-Verlag, Baden-Baden 2001, ISBN 3-7890-7631-7 (dizertační práce, Heidelberg 2000)
- Koch-Mehrin, S.: Schwestern. Streitschrift für einen neuen Feminismus. Econ-Verlag, Berlin 2007, ISBN 978-3-430-30028-5.